# Armand Salacrou
Armand Salacrou, celým jménem Armand Camille Salacrou (9. srpna 1899 Rouen – 23. listopadu 1989 Le Havre), byl francouzský dramatik.

## Život
Narodil se v Rouenu, ale většinu svého dětství strávil v Le Havru a v roce 1917 se přestěhoval do Paříže. Jeho první díla ukazují vliv surrealistů.
Byl majitelem ziskové reklamní firmy, ale prodal ji, aby se mohl věnovat psaní her. Povzbuzen Charlesem Dullinem psal v široké škále stylů a od poloviny 30. let se těšil velkému úspěchu. Jeho pozdější práce je obvykle spojována s prací existencialistů. Ve 20. letech koketoval s komunismem a kritizoval kapitalismus ve své hře Boulevard Durand. Během nacistické okupace Francie se účastnil tajného francouzského odboje, tuto zkušenost popsal v Les Nuits de la colère.
Byl členem Académie Goncourt, knihovna v jeho rodném městě je pojmenována po něm.

## Dílo
- 1923 : Magasin d'accessoires, Histoire de cirque, Le Casseur d'assiettes, Les Trente Tombes de Judas
- 1924 : La Boule de Verre
- 1925 : Le Pont de l'Europe
- 1925 : Tour à terre
- 1927 : Patchouli, ou Les Désordres de l'amour
- 1929 : Atlas-Hôtel, Les Frénétiques
- 1931 : La Vie en Rose
- 1933 : Une femme libre, Poof
- 1935 : L'Inconnue d'Arras
- 1936 : Un homme comme les autres
- 1937 : La terre est ronde
- 1939 : Histoire de rire
- 1941 : La Marguerite
- 1944 : Les Fiancés du Havre
- 1945 : Le Soldat et la sorcière
- 1946 : Les Nuits de la colère
- 1946 : L'Archipel Lenoir, ou Il ne faut pas toucher aux choses inutiles, Pourquoi pas moi?
- 1950 : Dieu le savait, ou la Vie n'est pas sérieuse
- 1952 : Sens Interdit, ou Les Âges de la Vie
- 1953 : Les Invités du Bon Dieu
- 1953 : Une femme trop honnête, ou Tout est dans la façon de le dire
- 1954 : Le Miroir
- 1959 : Boulevard Durand
- 1964 : Comme les Chardons
- 1966 : La Rue Noire